# Torre dei Capocci

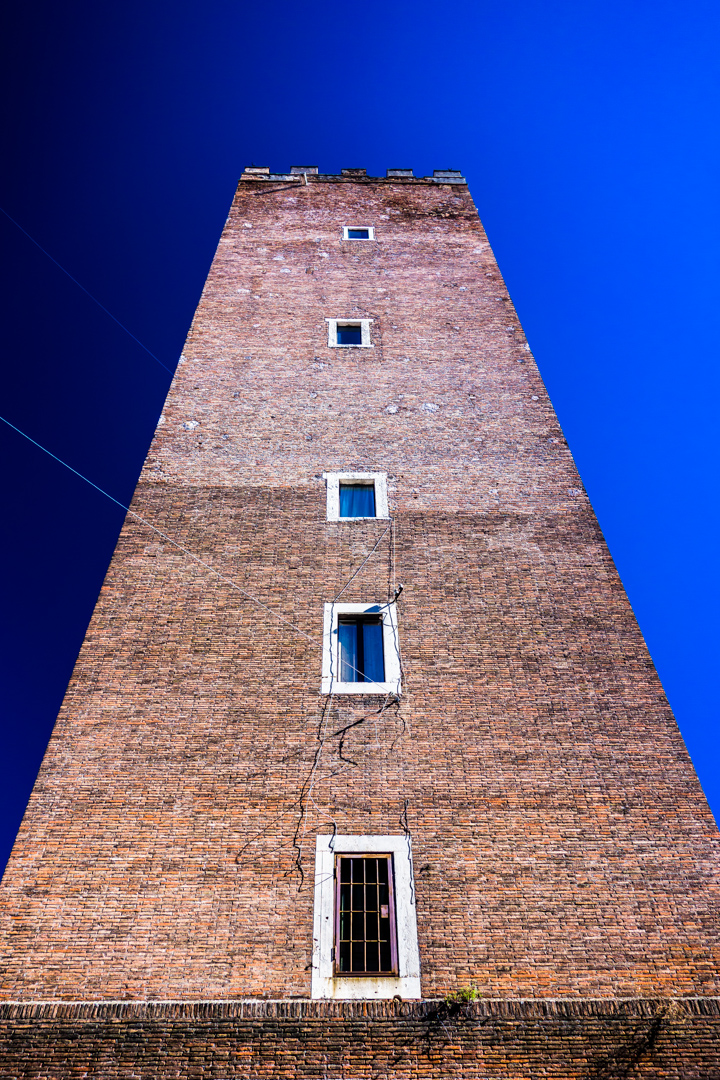
Torre dei Capocci.

La torre dei Capocci è una costruzione di epoca medioevale situata in piazza di S. Martino ai Monti sul colle Esquilino nel centro storico di Roma, nel rione Monti. È attigua alla Torre dei Graziani.

## Struttura
La torre è a base quadrata, si sviluppa in sette piani per un'altezza totale di 36 metri ed è sormontata da una terrazza delimitata da merlature.

## Storia
La torre è stata fatta costruire dalla famiglia degli Arcioni in epoca medioevale. Col successivo passaggio alla nobile famiglia viterbese dei Capocci, la torre venne riadattata a cittadella fortificata con la costruzione al suo esterno di alcune abitazioni, poi demolite durante il restauro operato nel XIX secolo.